# Cylindromyia pictipennis
Cylindromyia pictipennis är en tvåvingeart som först beskrevs av Macquart 1835.  Cylindromyia pictipennis ingår i släktet Cylindromyia och familjen parasitflugor. Inga underarter finns listade i Catalogue of Life.